# Радилово (Болгария)
Радилово (болг. Радилово) — село в Болгарии. Находится в Пазарджикской области, входит в общину Пештера. Население составляет 1 483 человека.

## Политическая ситуация
В местном кметстве Радилово, в состав которого входит Радилово, должность кмета (старосты) исполняет Йордан Иванов Коев (независимый) по результатам выборов правления кметства.
Кмет (мэр) общины Пештера — Стелиян Иванов Варсанов (Граждане за европейское развитие Болгарии (ГЕРБ)) по результатам выборов в правление общины.